# Kazım Ayvaz
Kazım Ayvaz (Rize, 10 marzo 1938 – Helsingborg, 19 gennaio 2020) è stato un lottatore turco, specializzato nella lotta greco-romana.

## Biografia
Ha rappresentato la Turchia a tre edizioni consecutive dei Giochi olimpici estivi da Roma 1960 a Città del Messico 1968. A Tokyo 1964 si è aggiudicato la medaglia di bronzo. È stato campione irdiato a Budapest 1958 nei pesi welter e Toledo 1962 nei pesi leggeri.

## Palmarès

### Olimpiadi
- 1 medaglia:
  - 1 oro (Tokyo 1964 nei pesi leggeri)

### Mondiali
- 2 medaglie:
  - 2 ori (Budapest 1958 nei pesi welter; Toledo 1962 nei pesi leggeri)